# Itzá
Los itzás o itzajes (del maya yucateco: Its jaꞌ ‘adivino del agua’)(autónimo: Itzaj) son un pueblo mayense descendiente de los chanes originarios de la región chontal de Tabasco de donde partieron en una histórica migración llegando a Petén luego hacia Bacalar y el norte de Yucatán durante el siglo X, después llegaron a Champotón y finalmente en el siglo XV se asentaron alrededor del lago Petén Itzá donde se mantuvieron independientes hasta 1697. Durante la época colonial y posteriormente por parte del gobierno de Guatemala los Itzá fueron víctimas de políticas represivas que aceleraron la extinción de su cultura y del idioma Itzá hasta llevarlos al borde critico de la desaparición perdiendo gran parte de su identidad étnica.
Actualmente son uno de los pueblos mayenses con menor población, los pocos descendientes Itzá se concentran en el poblado de San José al norte del lago Petén Itzá en el departamento de Petén, Guatemala y se consideran altamente aculturizados a la sociedad mestiza quedando solo 36 personas de la tercera edad como hablantes nativos del idioma.

## Etimología
El arqueólogo y mayista Alfredo Barrera Vásquez en la traducción de los textos de El Libro de los Libros de Chilam Balam, al referirse a la Crónica Matichu, proporcionó la etimología de la voz itzá: «Itzá es un compuesto de dos elementos its + jaꞌ. El primero, its, por brujo o mago, y jaꞌ, lo tomamos por agua. El nombre itzá its jaꞌ pues, se traduce como brujo del agua».
Otros autores señalan que la palabra itzá podría también traducirse 'aguas encantadas' y que este pudo haber sido el nombre del lago Petén Itzá aún antes de la formación del pueblo itzá.

## Datos históricos
También conocidos como los «sabios iniciados», los itzás son considerados como una rama descendiente de los chanes o putunes, conocidos por hablar la lengua maya de una manera entrecortada. Se cree que provenientes de Potonchán en la zona chontal de Tabasco llegaron a la región del Petén, Guatemala. Más tarde, emigraron al este de la Península de Yucatán arribando a Bacalar adoptando el nombre de chanes, y dos siglos después llegaron a Chichen Itzá alrededor del siglo X autonombrándose itzás. Posteriormente,  y después de un largo peregrinar por la península, regresaron al Petén, Guatemala en el siglo XVI.
Según el historiador Juan Francisco Molina Solís, los chanes (por Holón Chan, su jefe) —después llamados itzás— se establecieron en Bacalar —hoy Quintana Roo, estado oriental de México— «durante la primera bajada, o bajada pequeña del oriente, que mencionan las crónicas» hacia el año 320 d. C. Dos siglos después, hacia el año 525 d. C. comenzaron a emigrar hacia el poniente de la península de Yucatán para  establecerse primero en Chichén Itzá, y después fundar otras populosas ciudades: Izamal, T'Hó (hoy Mérida), Champotón y Edzná ("casa de los Itzá").
De acuerdo con el Chilam Balam de Chumayel, los itzás comenzaron a llegar de Guatemala, posiblemente de la zona lacustre del Petén, a la península de Yucatán, entrando por Bacalar y subiendo al norte y occidente. Vivieron en Chichén Itzá del 525 al 692 d. C., teniendo un largo peregrinaje por toda la península, comenzando por Polé  hoy Xcaret.
Por razones políticas, económicas y culturales abandonaron el lugar y peregrinaron a Chakán Putún, hoy Champotón, donde habitaron más de doscientos años hasta el año 928.
A la llegada de los xiues a la península de Yucatán, los itzás fueron desplazados de Chakán Putum e iniciaron un peregrinaje de cuarenta años por la selva; regresaron más tarde a Chichén Itzá.
Recibieron gran influencia de la cultura tolteca, según se ve en la transmutación de Quetzalcóatl en el dios Kukulcán, de preeminencia en el panteón maya.
Fueron partícipes de la Liga de Mayapán, hasta que esta se deshizo, y emigraron al Petén guatemalteco en el año 1194 donde vivieron en Tayasal (actualmente la ciudad de Flores, hasta que fueron finalmente avasallados por los conquistadores españoles.
En 1525, Hernán Cortés, después de haber mandado ahorcar a Cuauhtémoc, en las cercanías de Xicalango, continuó su ruta en persecución de Cristóbal de Olid, y en ese viaje se entrevistó con Ah Kaan Ek (Canek), en Tayasal. Los españoles dejaron un caballo moribundo, y los itzás, sintiendo responsabilidad de la muerte del caballo y por temor a las represalias en el posible regreso de Cortés, fabricaron un caballo de madera.
En 1618 los misioneros franciscanos intentaron evangelizar a los itzás en el Petén guatemalteco sin éxito, fue entonces cuando se dieron cuenta de que los mayas itzás adoraban a un caballo de madera. 
Finalmente los itzás fueron conquistados por los españoles al mando de Martín de Urzúa y Arizmendi el año 1697.
En la década de 1930 se prohibió el uso del idioma itzá en el departamento de Petén y su enseñanza como parte de las políticas represivas del gobierno de Guatemala comandado por el presidente Jorge Ubico Castañeda para la asimilación cultural de los indígenas a la cultura ladina guatemalteca provocando la pérdida del idioma y de elementos étnicos y culturales en las generaciones posteriores.